# Referèndum d'Albània de 1997
El 29 de juny de 1997 es va celebrar a Albània un referèndum sobre la restauració de la monarquia juntament amb les eleccions parlamentàries. La proposta va ser rebutjada pel 66,7% dels votants. Tanmateix, l'antic príncep hereu Leka va afirmar que el 65,7% va votar a favor.

## Resultats
| Opcions                        | Vots      | %     |
| ------------------------------ | --------- | ----- |
| A favor                        | 450.478   | 33.3  |
| En contra                      | 904.359   | 66.7  |
| Vots en blanc/no vàlids        | 68.372    | –     |
| Total                          | 1.423.209 | 100   |
| Electors inscrits/participació | 1.986.550 | 71,64 |
| Font: Democràcia Directa       |           |       |